# Джаваншир, Заур Сабир оглы
Заур Сабир оглы Джаваншир (азерб. Zaur Sabir oğlu Cavanşir; до 2021 года — Мамедов) — азербайджанский военный деятель, генерал-майор Вооружённых сил Азербайджана, участник боевых действий в Нагорном Карабахе в апреле 2016 года, один из командующих подразделениями Сил специального назначения Азербайджана во время Второй карабахской войны осенью 2020 года, Герой Отечественной войны (2020).

## Биография
Родился в посёлке Гиндарх Агджабединского района Азербайджанской ССР. 
Окончив в 1991 году с золотой медалью среднюю школу села Гиндарх, Заур Мамедов пошел по стопам своих предков и поступил в Бакинское высшее общекомандное училище, чтобы стоять на страже своей родины, народа и флага.
В феврале 1993 года, еще будучи курсантом, участвовал в боях против врага на Кельбаджарском и Агдеринском направлениях, командуя в ожесточенных боях отдельными подразделениями. С января по 12 мая 1994 года со своими сверстниками участвовал в боях на Тертерском направлении.
С 1994 года по июль 2000 года проходил службу на территории Тертерского района в прифронтовой полосе в должностях от командира взвода до командира батальона. С созданием Сил специального назначения (ССН) с июля 2000 года капитан Заур Мамедов был назначен начальником школы Сил специального назначения, а в феврале 2002 года уже в звании майора, был назначен начальником штаба вновь сформированного полка Сил специального назначения.
С 2002 года по 2004 год, будучи в звании майора, учился в Академии сухопутных войск ВС Турции.
С августа 2004 года по май 2006 года служил в должности командира полка специального назначения “Яшма” и неоднократно принимал участие в специальных операциях в тылу врага. В 2005 году за мужество и отвагу, проявленную  в специальных операциях был награжден Президентом Азербайджанской Республики Ильхамом Алиевым орденом “Знамя Азербайджана”.
Заур Сабир оглы Джаваншир служит в Силах специального назначения Министерства обороны Азербайджанской Республики. Участвовал в боевых действиях в Нагорном Карабахе в начале апреля 2016 года. В ходе Второй карабахской войны Заур Мамедов отличился в операции по установлению контроля над городом Шуша.
В звании подполковника Заур Мамедов с мая 2006 года по май 2011 года командовал 702, 181, 706 мотострелковыми бригадами в Физулинском и Бейлаганском районах. С 2011 года по ноябрь 2013 года он служил начальником кафедры вооружения и стрельбы в Азербайджанском высшем военном училище имени Гейдара Алиева и сыграл исключительную роль в подготовке будущих офицеров. В ноябре 2013 года полковник Заур Мамедов был назначен на должность заместителя командующего Сил специального назначения, в течение 2013-2015 годов неоднократно принимал участие и руководил проведением специальных операций в тылу противника. В сентябре 2016 года в знак протеста против несправедливости, совершенной в отношении него за его категорический отказ выполнять незаконные требования, тогдашний начальник Генерального штаба Вооружённых сил Азербайджана генерал-полковник Наджмеддин Садыгов уволил Заур Мамедов по собственному желанию из рядов армии в запас.
С началом Второй карабахской войны, 27 сентября 2020 года, полковник Заур Мамедов, подавший заявку на вступление в ряды армии, согласился с условием Наджмеддина Садыгова о том, что тот дает согласие на возвращение Заура в ряды армии только при условии, что он согласится воевать в рядах ССН  в качестве рядового бойца. Заур Мамедов, проявив  полководческое мастерство, сразу же обеспечил формирование соединений и частей спецназа, ведущих активные боевые действия. Он взял на себя управление группировкой, наступавшей в направлении Гадрут-Шуша, демонстрируя солдатам и офицерам исключительное мужество и героизм в ходе боевых действий, водрузил азербайджанский флаг на родине своих предков, в Шуше.
9 декабря 2020 года генерал-майор Заур Мамедов встретился с командующим российским миротворческим контингентом, дислоцированных в Нагорном Карабахе, генерал-лейтенантом Рустамом Мурадовым.
10 декабря 2020 года прошёл торжественный Парад Победы в Баку по случаю победы Азербайджана во Второй карабахской войне. На параде торжественным маршем прошла также возглавляемая генерал-майором Зауром Мамедовым знаменная группа с боевыми знамёнами воинских частей, отличившихся в ходе боевых действий.

## Генеалогия
Он был первым комендантом Шуши, основанной его прадедом Панах Али-ханом Джаванширом.
Генеалогия генерал-майора Заура Джаваншира связана  с основателем  Карабахского ханства Панах Али-ханом Джаванширом (1747-1763), его сыном Ибрагим Халил-ханом (1763-1806), его внуком  Мухаммед Гасым ага (?- 1843). Мухаммед Гасым ага женился на Хадидже бей, дочери своего дяди Мехрали бея Джаваншира, и у них родилось 4 сына – Наджафгулу ага, Паша ага (ум.1820-?), Керим Ага (1826-1907), Касым ага (1834-?) и 2 дочери-Джахан ханум и Бала ханум Джаванширы.
В конце XIX века Керим Ага вынужден был  покинуть  Шушу и поселился в Зангезурском уезде  Елизаветпольской губернии. Его потомок Насиб Керим оглы Джаваншир (1911-1996) ранее жил в селе Бахарлы Кеберлинского сельского правления Шушинского уезда. Он женился на своей родственнице Хуршид ханум, которая считалась потомком Касум-бека Закира. От этого брака у них родилась дочь Мафиза. Однако вскоре они расстались. В тяжелые годы Великой Отечественной войны Насиб Керимович не был призван на фронт, так как работал трактористом. Работая в селе Гиндарх Кеберлинского района, Насиб женился во второй раз на Сюмае ханум из этого села и жил здесь. Сабир Мамедов, один из 10 детей Насиба Керима оглы, и его сын Заур Джаваншир родились в Гиндархе.

## Воинские звания
7 декабря 2020 года распоряжением президента Азербайджана Ильхама Алиева полковнику Зауру Сабир оглы Мамедову было присвоено звание генерала-майора.

## Награды

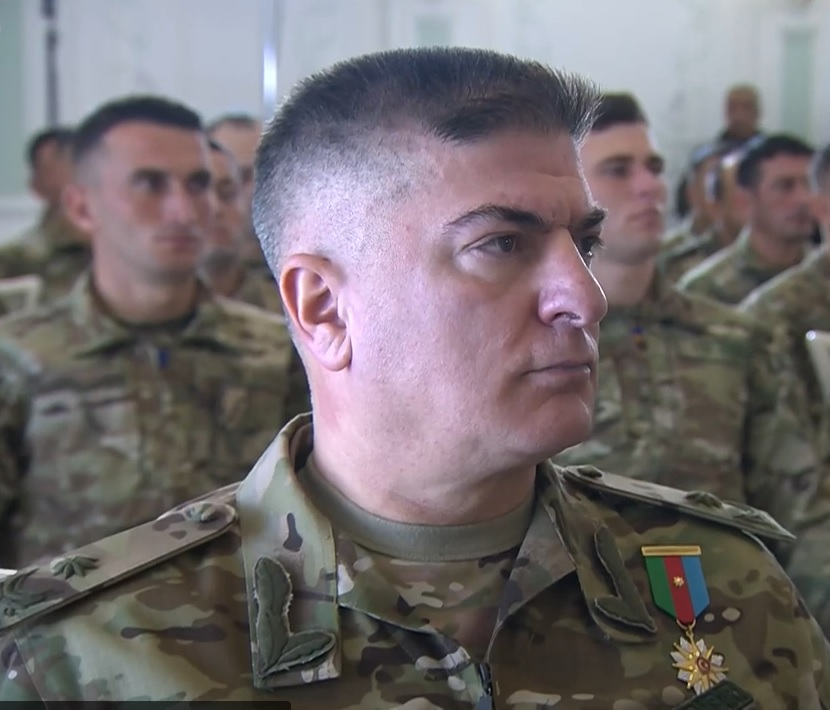
Генерал-майор Заур Джаваншир с медалью «Героя Отечественной войны». Шуша, 8 ноября 2022 года

- 24 июня 2005 года майор Заур Сабир оглы Мамедов за особые заслуги по защите независимости и территориальной целостности Азербайджанской Республики, а также за отличие при выполнении служебных обязанностей и задач, возложенных на воинскую часть, распоряжением президента Азербайджана Ильхама Алиева № 859 был награждён орденом «Азербайджанское знамя»[10].

- 9 декабря 2020 года распоряжением президента Азербайджана Ильхама Алиева генералу-майору Зауру Сабир оглы Мамедову «за особые заслуги в восстановлении территориальной целостности Азербайджанской Республики и образцы героизма, проявленные при выполнении боевого задания по уничтожению врага во время освобождения оккупированных территорий, а также за отвагу и мужество при выполнении обязанностей военной службы» было присвоено звание Герой Отечественной войны[11].
- 25 декабря 2020 года распоряжением президента Азербайджанской Республики Ильхама Алиева генерал-майор Заур Сабир оглы Мамедов «за личную доблесть и отвагу, продемонстрированную при участии в боевых операциях за освобождение от оккупации Физулинского района Азербайджанской Республики» был награждён медалью «За освобождение Физули»[12].
- 29 декабря 2020 года распоряжением президента Азербайджанской Республики Ильхама Алиева генерал-майор Заур Сабир оглы Мамедов «за личную доблесть и отвагу, продемонстрированную при участии в боевых операциях за освобождение от оккупации города Шуша Азербайджанской Республики» был награждён медалью «За освобождение Шуши»[13].
- 24 июня 2021 года распоряжением президента Азербайджанской Республики Ильхама Алиева генерал-майор Заур Сабир оглы Джаваншир «за особые заслуги в деле защиты независимости и территориальной целостности Азербайджанской Республики, а также за отличие при выполнении своих служебных обязанностей и задач, возложенных на воинскую часть» был награждён орденом «За службу Отечеству» III степени[14].
- 24 июня 2021 года распоряжением президента Азербайджанской Республики Ильхама Алиева генерал-майор Заур Сабир оглы Джаваншир «за личную доблесть и отвагу, продемонстрированную при участии в боевых операциях за освобождение от оккупации Ходжавендского района Азербайджанской Республики» был награждён медалью «За освобождение Ходжавенда»[15]
- 24 июня 2021 года распоряжением президента Азербайджанской Республики Ильхама Алиева генерал-майор Заур Сабир оглы Джаваншир «за личную доблесть и отвагу, продемонстрированную при участии в боевых операциях за освобождение от оккупации Кельбаджарского района Азербайджанской Республики» был награждён медалью «За освобождение Кельбаджара»[16]
- 24 июня 2021 года распоряжением президента Азербайджанской Республики Ильхама Алиева генерал-майор Заур Сабир оглы Джаваншир «за личную доблесть и отвагу, продемонстрированную при участии в боевых операциях за освобождение от оккупации Губадлинского района Азербайджанской Республики» был награждён медалью «За освобождение Губадлы»[17]
- 27 декабря 2021 года распоряжением президента Азербайджанской Республики Ильхама Алиева генерал-майор Заур Сабир оглы Джаваншир «за успешное выполнение поставленной боевой задачи в целях пресечения провокаций и атак вооруженных сил Армении на азербайджано-армянской государственной границе на территории Кяльбаджарского и Лачинского районов 16 ноября 2021 года, защиты и обеспечения государственной границы, а также за отвагу и самоотверженность при исполнении служебных обязанностей и данных поручений» был награждён медалью «За военные заслуги»[18].
- Юбилейная медаль «100 лет Гейдара Алиева (1923-2023)» (2 февраля 2024 )